# Luke Short
El hombre de la frontera occidental Luke L. Short (22 de enero de 1854 - 8 de septiembre de 1893) fue un destacado pistolero que había trabajado como granjero, cowboy, vendedor ambulante de whisky, explorador del ejército, jinete de expedición, jugador y cantinero varias ocasiones durante las cuatro décadas de su vida.

## Primeros años
Short nació en Mississippi, su familia se mudó a Texas cuando tenía dos años. Cuando era adolescente salió de su casa, se rumorea que dio muerte a otro joven con un par de tijeras, y se convirtió en un cowboy, trabajando los rebaños del norte a las estaciones terminales de Kansas. Él viajó a Abilene, Kansas en 1870, y trató de ganarse la vida como jugador profesional.
En 1876 llegó a Sidney, Nebraska, donde obtuvo empleo como vendedor ambulante de whisky. Durante este tiempo, vendió el licor ilegalmente a los indios Sioux de un puesto comercial al norte de Sidney. Este era un delito federal. Poco después admitió haber matado a media docena de nativos Sioux en estado de ebriedad en varias ocasiones durante esta aventura. A pesar de este registro, Short fue contratado como explorador de la Caballería de los EE. UU., y trabajó para ellos desde 1878 hasta 1879.
De acuerdo con Ed Lemmon en "Boss Cowman," merodeó alrededor del final de Texas-Trail Ogallala, Nebraska, a finales de 1877 y el primer semestre de 1878, apostando en el Cowboy's Rest Saloon, a veces en compañía de Bat Masterson. James Cook, en "40 años ..." observaba a Short practicando el desenfundar y disparar a orillas del río South Platte y dijo que nunca vio a nadie más rápido.

## Notoriedad como unpistolero
Luego vagó a través de Dodge City, Kansas, donde se asoció con Wyatt Earp y Bat Masterson, entre otros. Poco después se trasladó a Tombstone, Arizona, una ciudad de crecimiento rápido llena de docenas de cantinas y salas de juego. Desarrolló el hábito de "vestirse de punta en blanco", lo que le dio la reputación de un dandy. En este momento ya había desarrollado una reputación de ser rápido con un arma de fuego y un hombre de pocas palabras, aunque no existen cuentas reales con anterioridad a esta de cualquier tiroteo que lo involucre. Se cree que esta fama, como ocurre con muchos pistoleros del Viejo Oeste, fue una reputación basada en rumores más que en hechos.
En junio de 1881, Wyatt Earp telegrafió a Short, que vivía en Leadville, Colorado, y le ofreció un trabajo como repartidor del faro. Mientras estaba en Tombstone, Short y el jugador profesional y pistolero Charlie Storms tuvieron un altercado verbal que fue terminado por Bat Masterson, que conocía a ambos hombres. El 28 de febrero de 1881, fuera del Oriental Saloon, Storms enfrentó a Short, tirando de un revólver calibre .45. Pero Storms era demasiado lento, y Short le disparó dos veces a quemarropa, causándole la muerte. La pelea fue tan de cerca que el destello del cañón de Short prendió fuego a la ropa de Storms. Short fue acusado de volverse luego a Bat Masterson, que estaba con él, y dijo "¿Estás seguro de escoger algunos de los amigos más puñeteros, Bat?". Short fue arrestado, pero se determinó que el disparo fue en defensa propia. 
Short dejó Tombstone en abril y regresó a Leadville. Aunque era amigo de Wyatt Earp, Short no estuvo presente en el Tiroteo en el O.K. Corral ese mismo año. Se cree que estaba fuera de la ciudad.  
En 1883 Short se estableció en Dodge City, Kansas, donde compró la mitad de un interés en el ahora famoso Long Branch Saloon, asociado con su amigo W.H. Harris. Esto lo puso en conflicto con el alcalde de Dodge y sus aliados, que intentaron sacarlo de la ciudad como un "indeseable". En lo que se conoce como la Guerra de Dodge City, los amigos de Luke se unieron en una formidable fuerza de pistoleros para apoyarlo, incluyendo Bat Masterson, Wyatt Earp, Doc Holliday, y Charlie Bassett. Ante la amenaza de la fuerza, los opositores de Short le permitieron regresar sin disparar un solo tiro. Ese mismo año vendió su interés y se trasladó a Fort Worth, Texas.

## El tiroteo de Short versus Courtright
En Fort Worth, Short estuvo involucrado en otro de los tiroteos históricos más famosos. Short había desarrollado un interés invertido en el White Elephant Saloon. "Pelo Largo" Jim Courtright,  un antiguo marshal de Fort Worth, presuntamente corrió una estafa en la que ofrecía su "protección" a los dueños de saloon y casas de juegos. Short la rechazó, diciéndole que podía proteger su propio espacio. Esto irritó a Courtright, y muchos creen ahora que Courtright consideró que era necesario para sus otros intereses de protección hacer un ejemplo con Short en cuanto a lo que podría suceder si sus servicios eran rechazados.
En una fría noche del 8 de febrero de 1887, Courtright llamó a Short del "White Elephant Saloon". Courtright al parecer había estado bebiendo, algunas palabras se pasaron, y los dos hombres caminaron por la calle una cuadra. Allí, uno frente al otro, Courtright dijo algo en referencia al arma de Short, al parecer para dar la impresión de que el tiroteo inevitable era "en defensa propia". Short dijo que no estaba armado, a pesar de que sí lo estaba. Short luego indicó que Courtright podía revisarlo él mismo y caminando hacia Courtright, abrió su chaleco. Cuando lo hizo, Courtright dijo en voz alta "No saques un arma sobre mí", y rápidamente sacó su pistola.
Sin embargo, la pistola de Courtright se colgó en la cadena de su reloj por un breve instante, momento en que Short sacó su pistola y disparó un tiro. La bala arrancó el pulgar derecho de Courtright, haciéndolo incapaz de disparar su revólver de única acción.  Mientras intentaba cambiar la pistola a la mano izquierda, Short disparó al menos cuatro veces más, matándolo.
El tiroteo se convirtió en un caso muy conocido debido a la notoriedad de ambos hombres. Courtright recibió un gran funeral con cientos de invitados, ya que a pesar de su corrupción, había bajado la tasa de homicidios de Fort Worth en más de la mitad durante su tiempo como mariscal de la ciudad. Ninguna culpa le fue imputada a Short sin embargo, y aunque fue llevado a juicio por el asesinato, fue designado defensa personal justificada.

## Últimos años y muerte
Short continuó su vida como jugador, invirtiendo en los intereses de otros saloons, y viajando a varias otras ciudades ganaderas durante los siguientes cinco años. Luke Short murió en paz en cama en Geuda Springs, Kansas el 8 de septiembre de 1893. La causa de su muerte fue catalogada como hidropesía, el término dado en el siglo XIX para la insuficiencia cardíaca congestiva con edema corporal severo.

## Trivia
Aparece en el videojuego de Activision GUN como el líder de la banda que intenta ahorcar al ladrón de cajas fuertes Soapy luego de su regreso a Dodge City.
Fue una inspiración para la serie de cómics franceses / belgas, Lucky Luke.

## Léase más
- Luke Short: A Biography, de Wayne Short (el sobrino nieto de Luke Short), 1997, Devil's Thumb Press.